# Rüstersiel

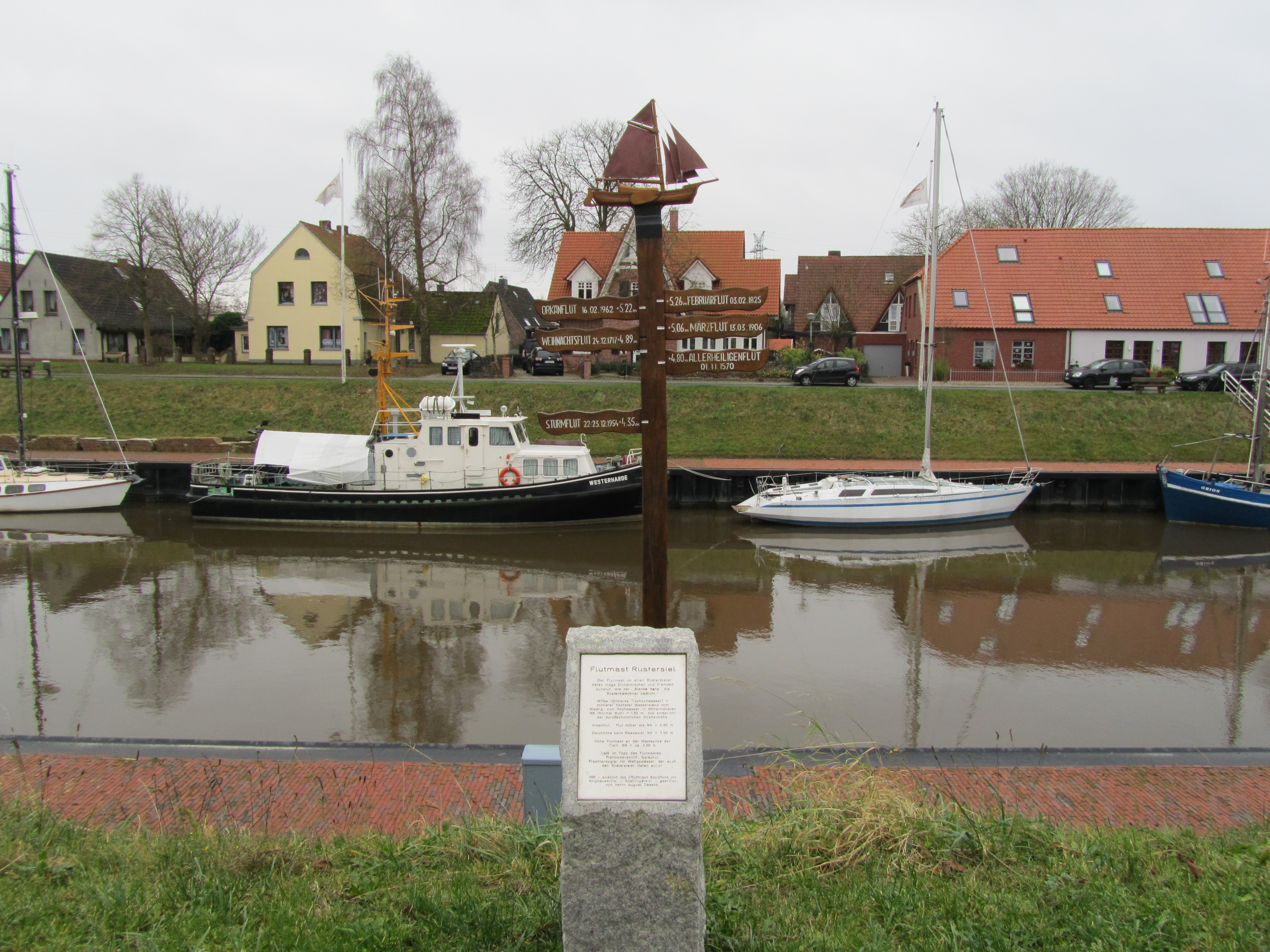
Wohnhäuser, Boote und Flutmast am Rüstersieler Hafen

Rüstersiel ist ein Stadtteil von Wilhelmshaven in Niedersachsen. Er ist im südlichen und mittleren Teil geprägt von Wohnbebauung, überwiegend Einfamilienhäuser, und hat einen dörflichen Charakter bewahrt. Im nördlichen Teil gibt es ein Gewerbegebiet.

## Geographie
Rüstersiel grenzt im Süden an Neuengroden, im Westen an der Freiligrathstraße an Altengroden, im Nordwesten an der Autobahn an Fedderwardergroden und im Norden am Niedersachsendamm an Voslapp. Im Osten bildet der Friesendamm die Grenze zum Rüstersieler Groden.
Mittelpunkt von Rüstersiel ist der Hafen mit seinen Bootsliegeplätzen am Entwässerungstief Maade. Das Institut für Vogelforschung „Vogelwarte Helgoland“ hat im ehemaligen Fort Rüstersiel seinen Sitz.

## Geschichte
Der ehemalige Sielhafen von Rüstersiel hatte früher eine große Bedeutung für die Region. Noch um 1920 wurde er im Welthafenregister als „Hafenplatz für Kleinschiffahrt“ erwähnt. Entstanden ist der Stadtteil aus den beiden Sielhafenorten Kniphausersiel und Rüstringersiel. Rüstersiel wurde Ende der 1930er Jahre nach Wilhelmshaven eingemeindet. Nach dem Bau des Maadesiels 1951 wurde Rüstersiel von seinem direkten Meereszugang abgeschnitten, so dass der Warenumschlag zum Erliegen kam. Danach hielten die Sportboote Einzug in den Hafen, der im Sommer ein beliebter Ausflugsort für Segler ist. Außerhalb der Segelsaison ist der Hafen Winterlager für Sportboote.

### Vor dem Ersten Weltkrieg
Die Geschichte Rüstersiels begann 1520 mit dem Bau des 1. Kniphauser Siels etwas südlich der heutigen Hofstelle Kreuzelwerk. Zur gleichen Zeit entstand auf dem nördlichen Maadeufer der Ort Kniphausersiel. Erst ab etwa 1607 entstand südlich des in den Jadebusen entwässernden Tiefs Maade die zum Kirchspiel Neuende gehörende Bauernschaft Rüstringersiel, später ab etwa 1868 dann Rüstersiel genannt. Den Doppelsielhafenort Kniphausersiel - Rüstersiel gab es bis 1937/38. Dann wurden im Rahmen des Groß Hamburg Gesetzes beide Orte nach Wilhelmshaven eingemeindet. Kirchlich gehörten die Rüstersieler bis in die 1980er Jahre weiterhin größtenteils zur ev. Kirchengemeinde Neuende bzw. heute zu Altengroden, die Kniphausersieler hingegen zu Fedderwarden (Kniphausen).
Im Rahmen eines Festungsplanes für den Reichskriegshafen Wilhelmshaven wurde im Jahr 1876 mit dem Bau des Rüstersieler Forts  begonnen. Bis zum Jahr 1911 lebte Rüstersiel hauptsächlich von den Einnahmen durch den Sielhafen und den im Rüstersieler Fort stationierten Soldaten. Diese wurden jedoch 1911 abgezogen.

### Zwischen den Kriegen: Nordseebad, Besiedlung, Eingemeindung
Noch vor dem Ersten Weltkrieg wurde das Nordseebad Rüstersiel geschaffen. Nach dem Krieg wurde der Badebetrieb wieder aufgenommen. Da sich zu dieser Zeit nur Wohlhabende einen Urlaub in einem Nordseebad leisten konnten, konzentrierten sich die Rüstersieler auf den Mittelstand. Hierzu passte auch der damalige Werbespruch: „Ist Erholung, nicht Luxus das Ziel, dann wähle als Nordseebad nur Rüstersiel!“. Die Geschichte des Nordseebads Rüstersiel endete 1939, als bei einer Sturmflut die gesamten Strandanlagen zerstört wurden. Bedingt durch den Zweiten Weltkrieg und die aufkommenden Pläne zur Eindeichung des Rüstersieler Watts wurden die zerstörten Anlagen nicht wieder aufgebaut.
Nach dem Beginn der Eindeichung des Waagegrodens 1927 durch den Bau des Rüstersieler Seedeichs, wurde in den Folgejahren mit der Planung der „Siedlung“ in Kniphausersiel begonnen. 1929 konnte das erste Richtfest in der Siedlung gefeiert werden. Da das neu erschlossene Baugebiet in der Anfangsphase eher trostlos und verlassen aussah,  bekam die Siedlung den Namen „Kummersdorf“. 1949 folgte der Anschluss der Siedler zum Deutschen Siedlerbund (Kreisgruppe Voslapp), aus dem später die Gemeinschaft Rüstersiel entstand.
Am 1. April 1937 wurde, nach der Zusammenlegung von Rüstringen und Wilhelmshaven, Rüstersiel eingemeindet. Durch eine Gebietsreform wurde am 1. Juni 1938 auch Kniphausersiel in Wilhelmshaven eingemeindet.

### Nach dem Zweiten Weltkrieg
Durch die Eindeichung des Rüstersieler Watts und den Bau des ca. 3 km entfernten Maadesiels von 1948 bis 1951 war der Hafen- und Badeort von der Nordsee abgeschnitten.
Die Fischer liefen mit ihren Kuttern andere Häfen an. Den Rüstersieler Hafen nutzen der Rüstersieler Segler Club (RSC), die Segelkameradschaft Geniusbank (SKG) und der Wassersportverein Maadesiel (WSV).
In den Jahren von 1949 bis 1962 war Rüstersiel Sitz der Hochschule für Arbeit, Politik und Wirtschaft. Einer der bekanntesten Absolventen ist der ehemalige Bundesminister für Arbeit und Sozialordnung Herbert Ehrenberg. 1962 wurde die Hochschule für Sozialwissenschaften nach Göttingen verlegt und Teil der Georg-August-Universität Göttingen, ein anderer Teil, die Pädagogische Hochschule zog bereits 1958 nach Hannover.
Die neue Maadebrücke  wurde im Jahr 1968 eingeweiht. Im Jahr 1971 wurde das alte Siel in Rüstersiel abgebrochen und der angrenzende Deich abgetragen. Während der Baggerarbeiten wurden die Reste des 1. und 2. Rüstersieler Siels geborgen. Im Jahr 1993 wurde nach dreijähriger Bauzeit das neue Maadesiel im Stadtteil Rüstersieler Groden eingeweiht. Das alte ca. 200 Meter entfernte Maadesiel  wurde abgebrochen.
Das bis dahin im ehemaligen Hochschuldorf untergebrachte Marineunterstützungskommando wurde 1994, bis auf die heute dort noch ansässige Druckerei, aus Rüstersiel abgezogen. Danach wurden die Baracken abgerissen und auf dem Gelände entstanden Einfamilien- und Reihenhäuser.
Im Jahr 1995 feierte Rüstersiel das 475-jährige Jubiläum, das eigentlich der 475. Jahrestag der Erbauung des 1. Kniphauser Siels war.

## Einwohner

### Entwicklung
Rüstersiel gehört neben Schaar zu den Stadtteilen, deren Bevölkerung enorm angewachsen ist. Von 1997 bis 2007 stieg die Einwohnerzahl Rüstersiels um 52,8 %. Im Jahr 2009 hatte Rüstersiel einen Höhepunkt der Einwohneranzahl mit 2162 Einwohnern. Ab 2010 ließen die Zuzüge nach, wobei die Einwohner sich im Jahr 2017 auf 2075 summieren.

### Ausländer- und Migrantenanteil
Der Ausländeranteil betrug im Jahr 2007 2,3 % und im Jahr 2017 dann 2,4 % bei einem Wilhelmshavener Durchschnitt von 9,6 %. Der Anteil der Migranten liegt bei 9,5 % bei einem städtischen Durchschnitt von 21,8 %.

### Besiedlung
Die Fläche des Stadtteils beträgt 186,7 Hektar und ist flächenmäßig ungefähr so groß wie der benachbarte Stadtteil Voslapp. Im Gegensatz dazu ist Rüstersiel aber aufgrund seiner fast ausschließlichen Bebauung mit Einfamilienhäusern dünner besiedelt. Die Einwohner- dichte Rüstersiels beläuft sich rechnerisch auf 11,4 Einwohner je Hektar.

### Alter
Der Stadtteil Rüstersiel hat die viertjüngste Einwohnerschaft aller Wilhelmshavener Stadtteile. Nur Schaar, Bant und der Rüstringer Stadtpark haben – in dieser Betrachtung – einen niedrigeren Altersdurchschnitt vorzuweisen. Das Durchschnittsalter der Rüstersieler beträgt 45 Jahre. Damit liegt der Stadtteil genau im Durchschnitt der Gesamtstadt. Überwiegend leben in dem Stadtteil 50- bis unter 55-Jährige. Rund 12 % der Rüstersieler gehören dieser Altersgruppe an.

### Familienstand
Rüstersiel weist einen hohen Prozentanteil an verheirateten Paaren auf (53,5 %). Trotz dessen leben nur 24,3 % der Rüstersieler mit einem Kind oder mehreren Kindern in ihrem Anwesen.

### Einwohnerbewegungen
Rüstersiel gehörte bis 2009 zu einem der Stadtteile, welcher einen Geburtenüberschuss vorweisen konnte. Seit 2010 hält sich dies meist die Waage. Im Jahr 2017 überwiegen allerdings die Sterbefälle (21) gegenüber der Geburtsfällen (15).
Bei den räumlichen Einwohnerbewegungen gab es ein negatives Ergebnis. Während die Außenwanderungen über die Stadtgrenze hinaus noch ausgeglichen werden konnte, gab es bei den innerstädtischen Umzügen ein Minus von 9 Einwohnern.

## Einrichtungen und Infrastruktur
Rüstersiel selbst hat eine Grundschule, einen Sportboothafen und wenige Lebensmittelgeschäfte, ansonsten aber kaum Einkaufs-, Kultur- und Unterhaltungsangebote. In den angrenzenden Stadtteilen gibt es aber z. B. Einkaufsmärkte und den Störtebeker Park sowie die evangelische Apostel-Johannes-Kirche.
Größter Arbeitgeber ist ein Werk der Greenland Seafood Wilhelmshaven GmbH (bis Dezember 2013: Royal Greenland Seafood GmbH), in dem (Stand 2014) über 400 Personen werktäglich 1,3 Millionen Mahlzeiten herstellen. Unmittelbar daneben befindet sich ein Kühlhaus der Nordfrost Gruppe.
Seit März 1966 hat die Vogelwarte Helgoland ihren Hauptsitz in dem ehemaligen Fort Rüstersiel.
Der öffentliche Personennahverkehr findet mit Linienbussen der Stadtwerke-Verkehrsgesellschaft Wilhelmshaven statt.

## Ansichten

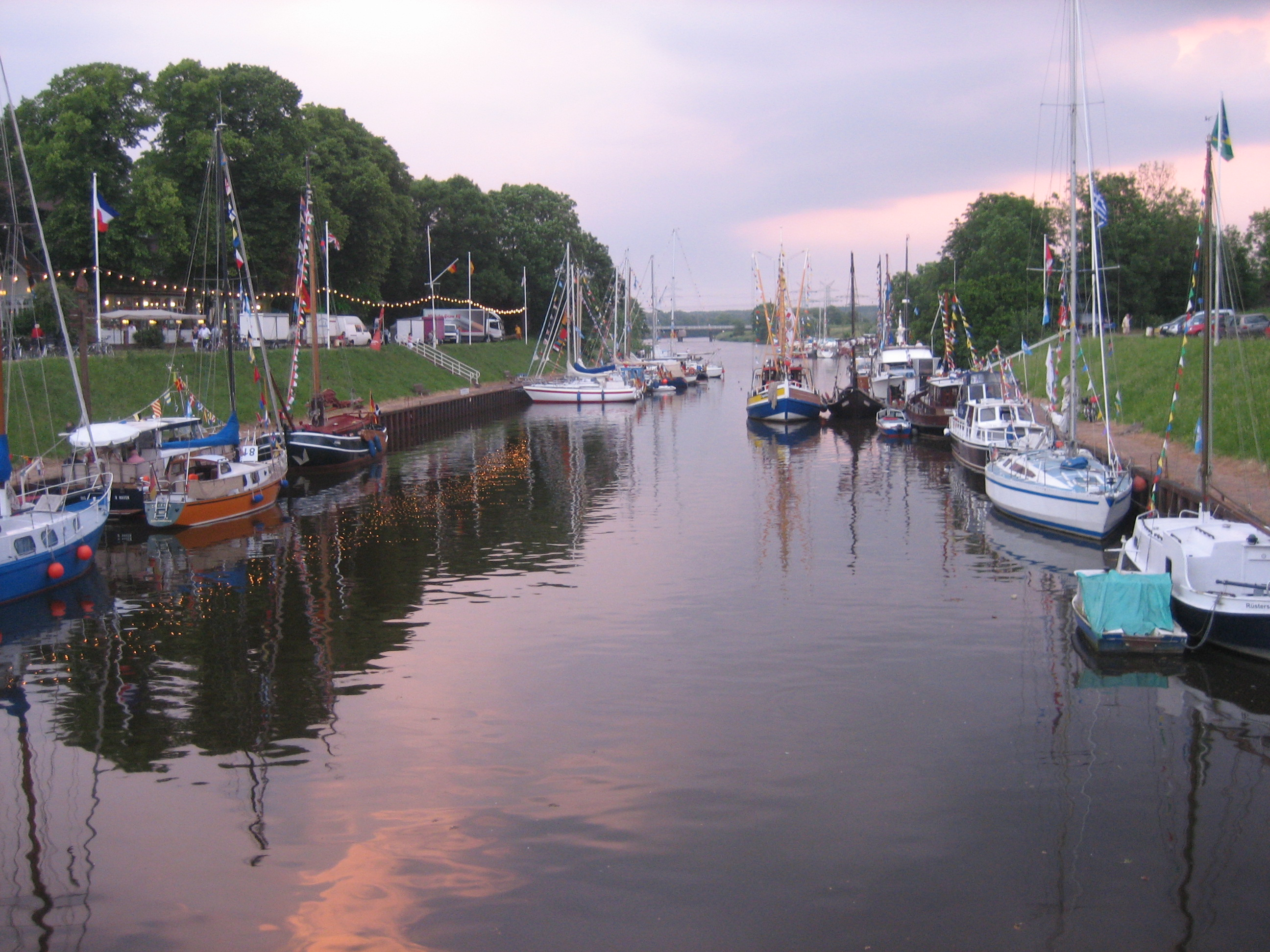
Hafen in der Abenddämmerung Lage
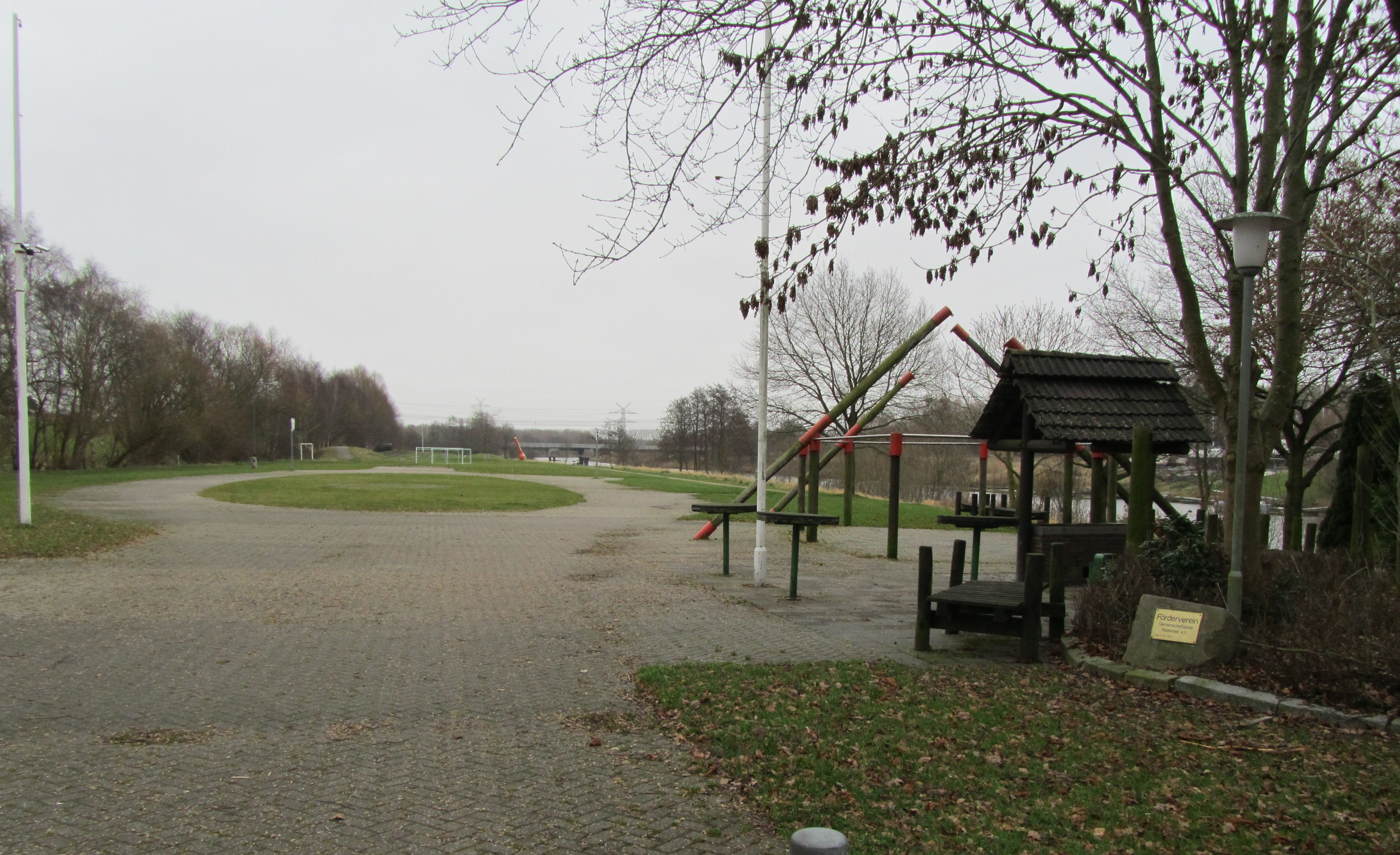
Gemeinschaftsplatz Lage
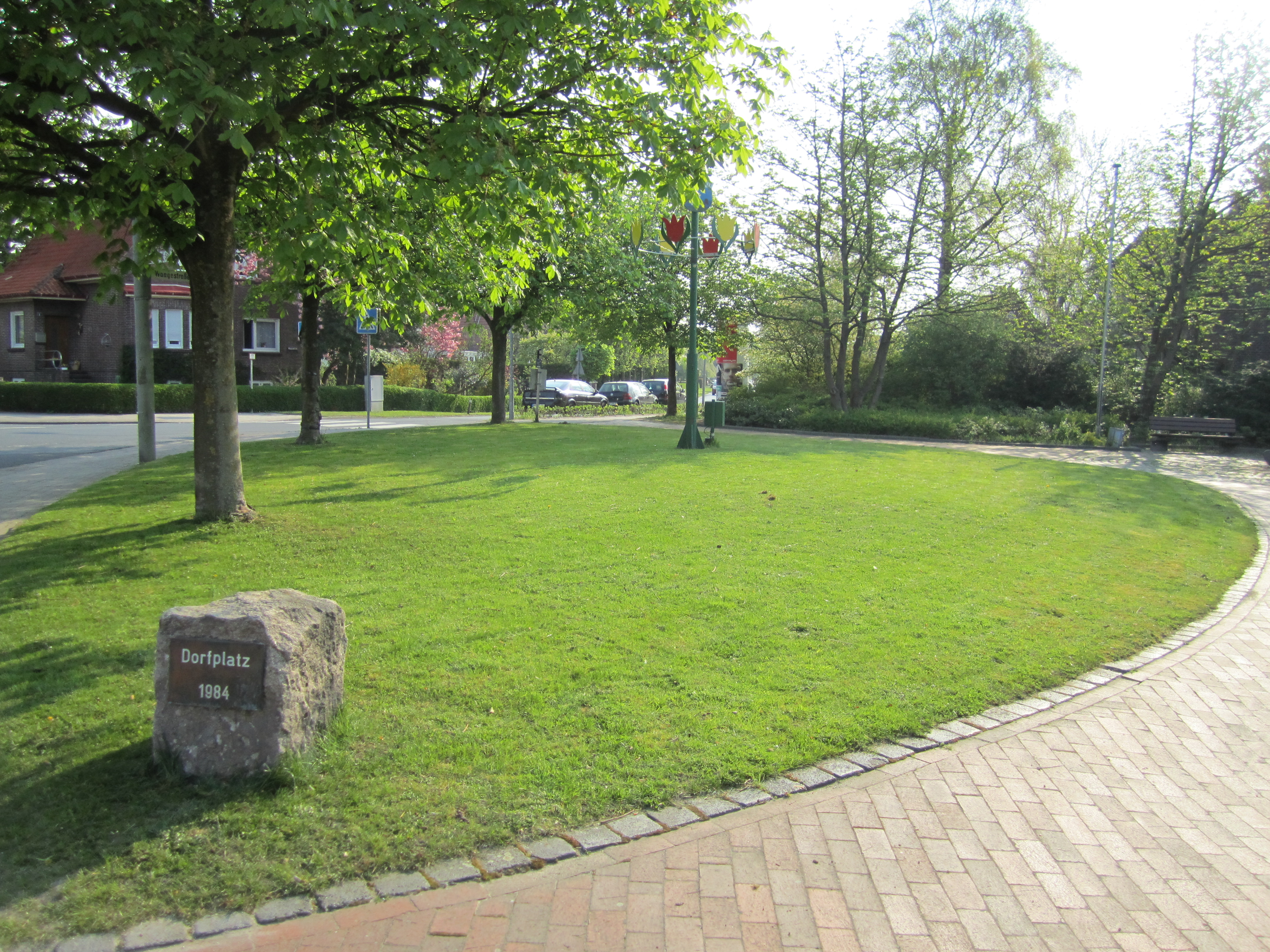
Dorfplatz Lage
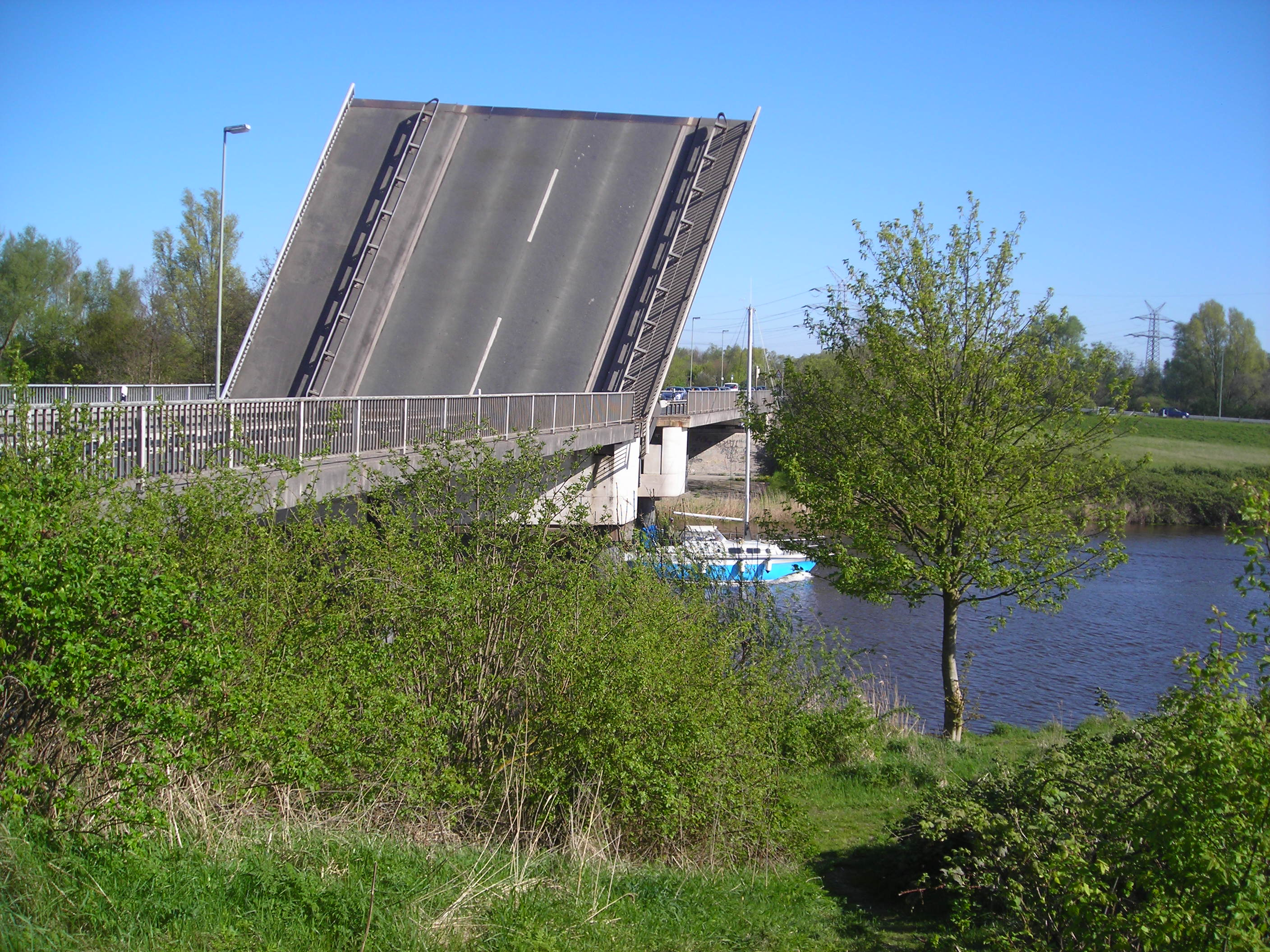
Klappbrücke über die Maade Lage
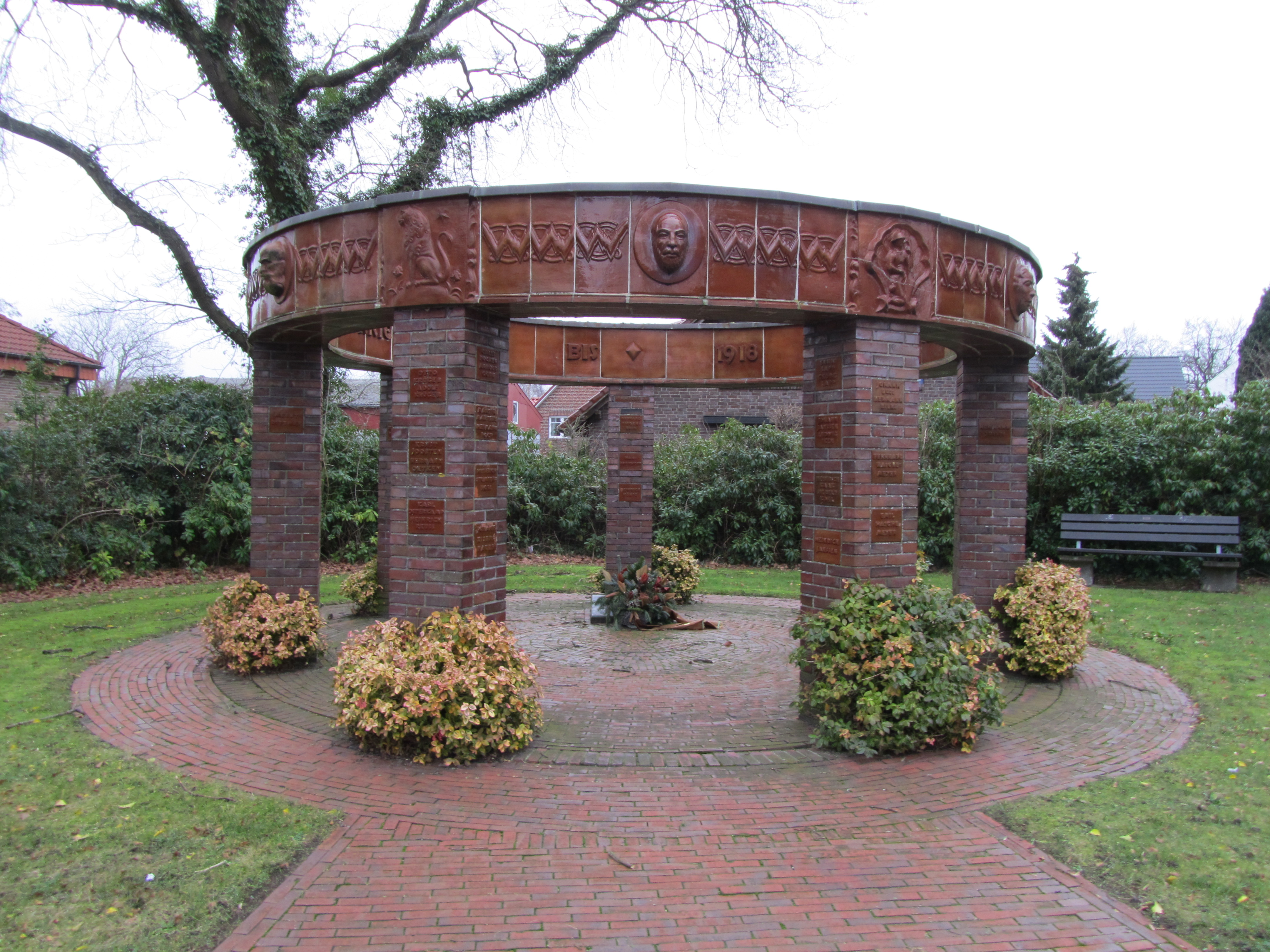
Gefallenendenkmal Lage
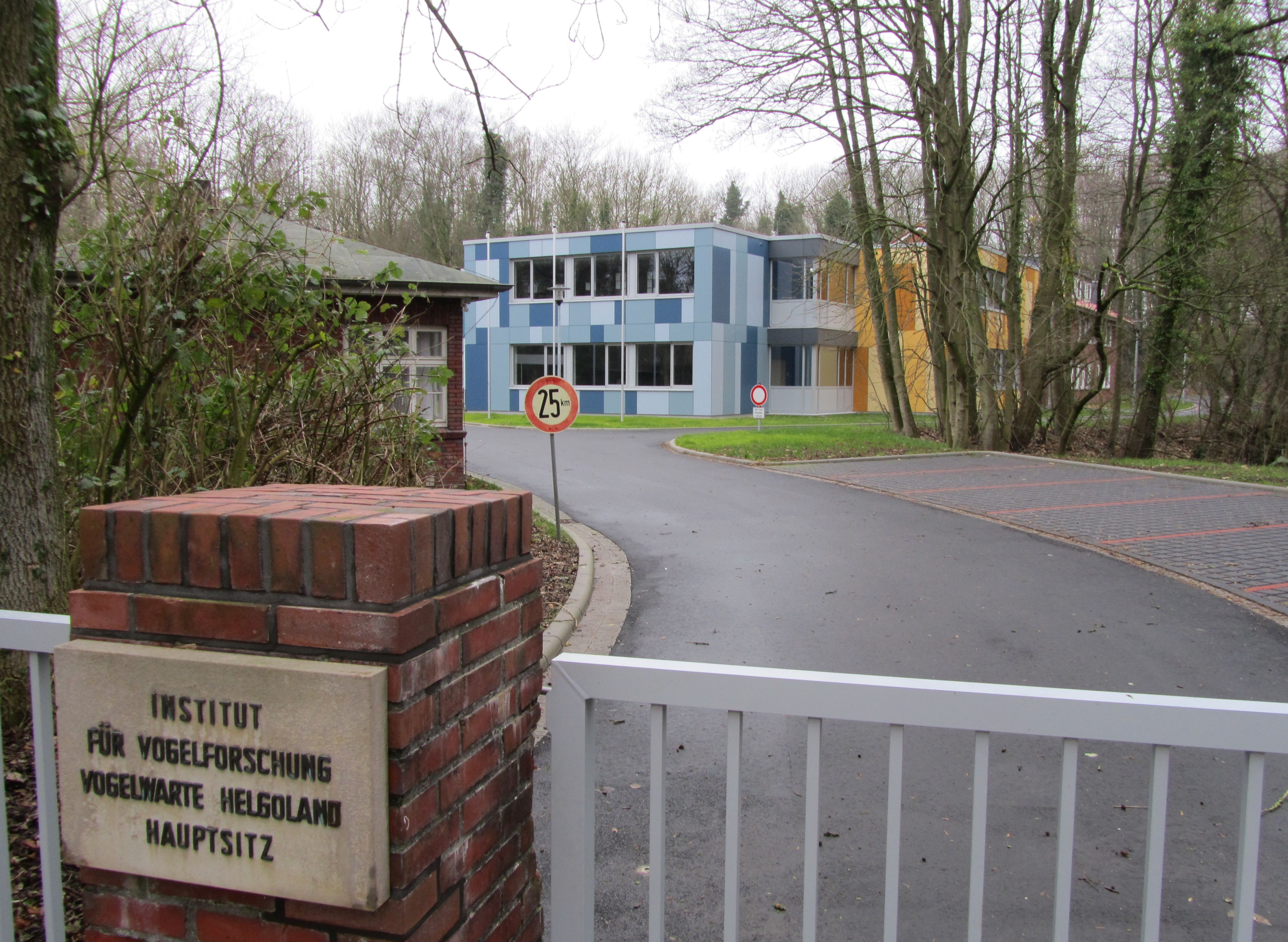
Vogelwarte Lage
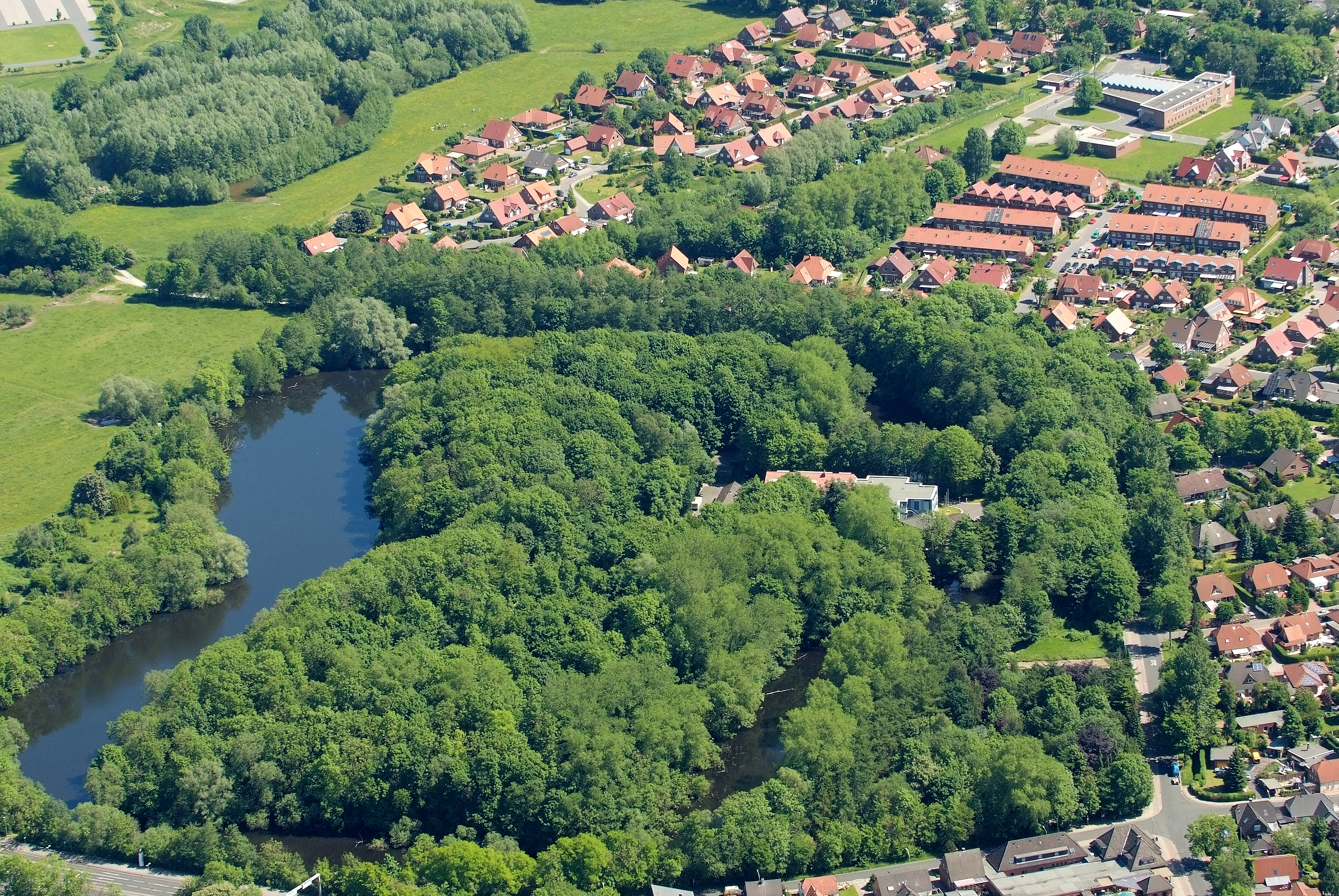
Das Fort Rüstersiel mit der Vogelwarte aus der Luft
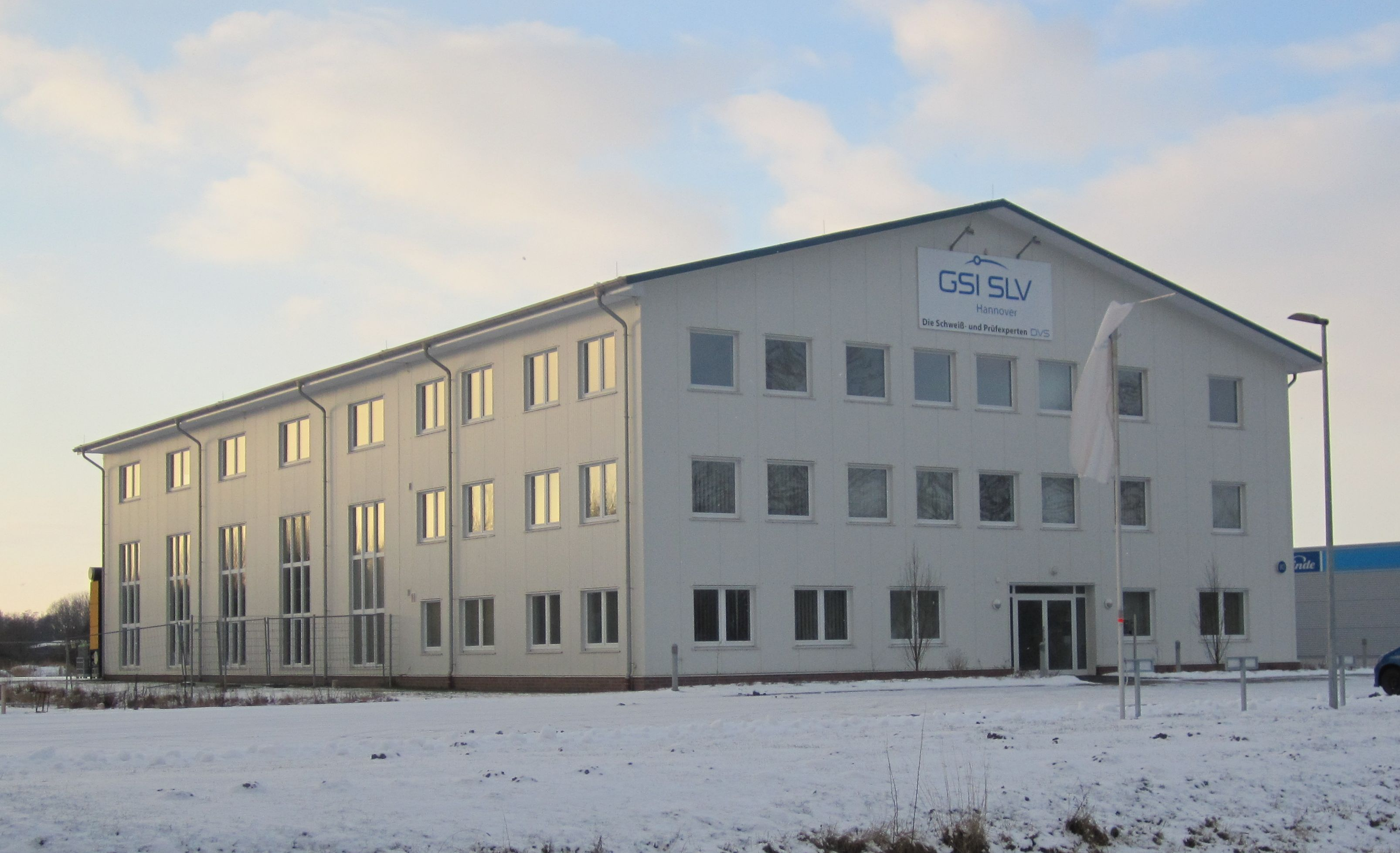
GSI SLV Schweiß-Bildungszentrum
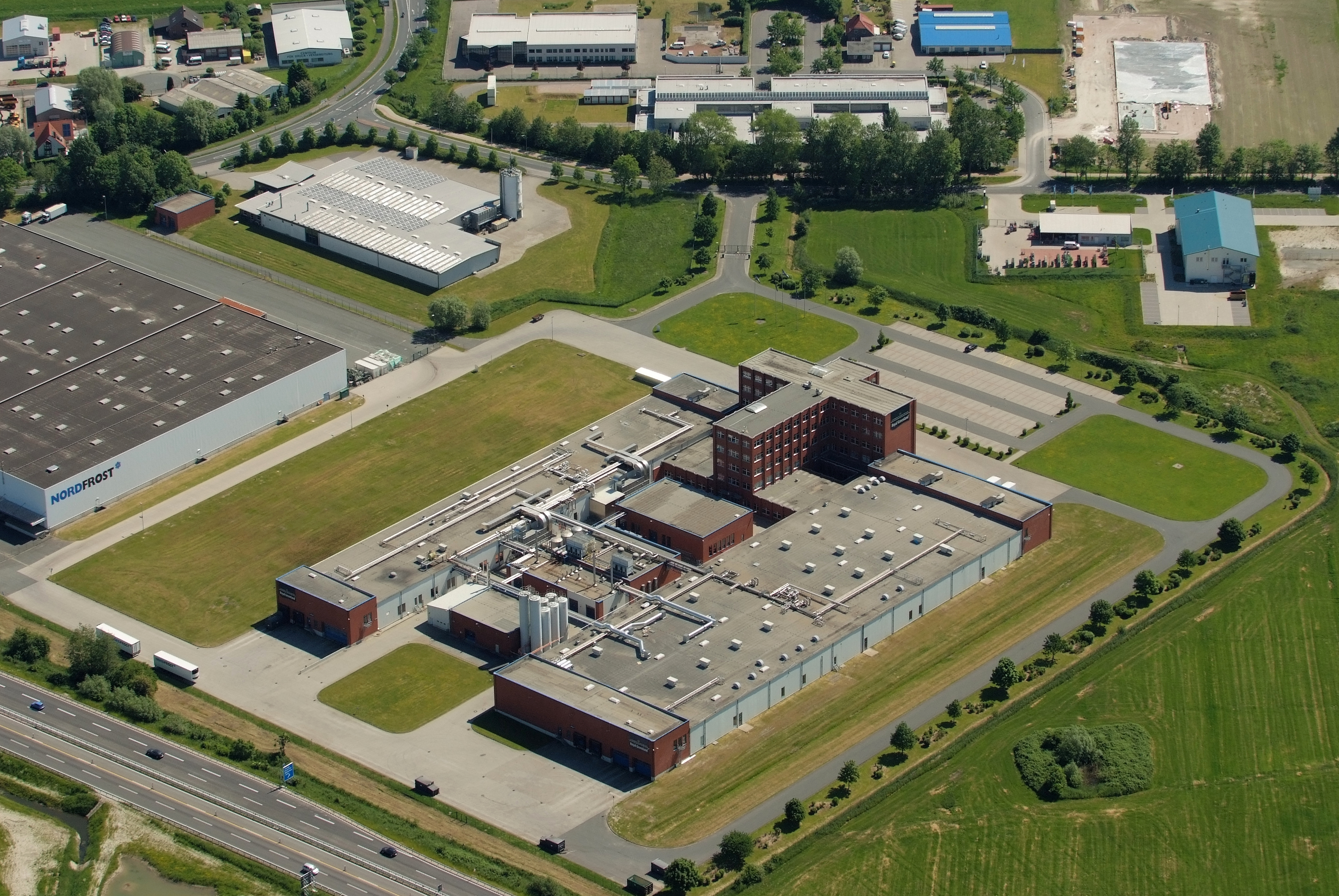
Greenland-Seafood-Werk